# Perdita vidua
Perdita vidua är en biart som beskrevs av Timberlake 1964. Perdita vidua ingår i släktet Perdita och familjen grävbin. Inga underarter finns listade i Catalogue of Life.